# Mattiastrum montbretii
Mattiastrum montbretii är en strävbladig växtart som beskrevs av Harald Harold Udo von Riedl. Mattiastrum montbretii ingår i släktet Mattiastrum och familjen strävbladiga växter. Inga underarter finns listade i Catalogue of Life.